# 藍湖 (南澳洲)

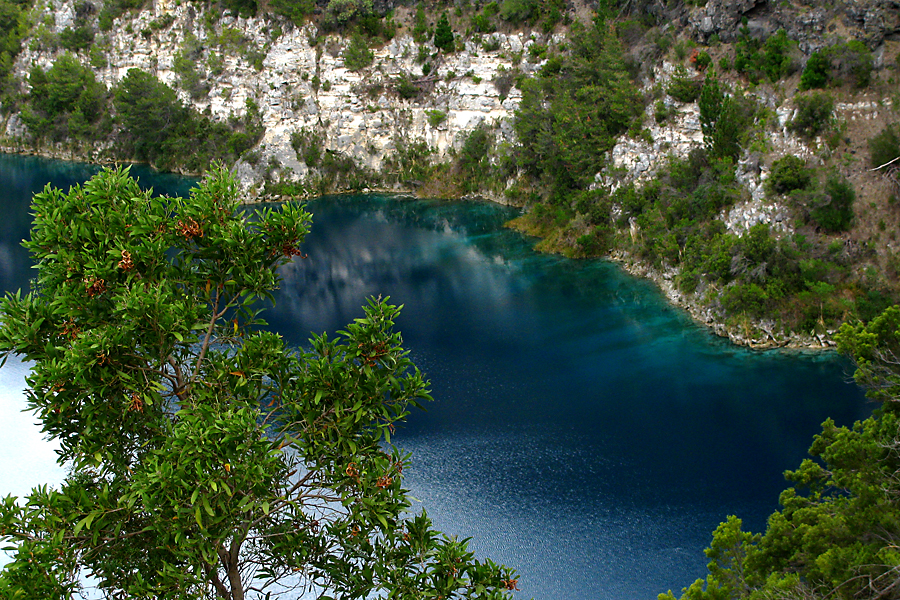
藍湖水色

藍湖（英语：Blue Lake）是位於南澳洲芒特甘比尔（Mount Gambier）一座死火山低平火山口的一個火山湖。在芒特甘比尔上共有四個火山湖，其中兩個（羊腿湖、棕湖）已經在過去三、四十年間逐漸乾涸，而藍湖正是僅存的兩個湖其中之一。
藍湖是單融溫湖（Monomictic Lake），意思是說這座湖的湖水在整年中的大部分時間裡因為溫度不同而分層，層與層之間不互相混和；直到冬天降臨，湖面的溫度降低到與湖底大致相同，溫度層被破壞後，湖水從上到下混成一片，不分彼此。
對於這座死火山的最近一次爆發年代，有兩種不同的定年數據：分別是兩萬八千年前  以及四千三百年前 。如果後者是正確的，那麼這可能是澳洲大陸最近的一次火山活動。
藍湖的平均湖水深度是 72 公尺，部分地區可深達 75 公尺（這是一個火口湖，所以底部是平坦的）。火山口的長寬是 1200 公尺與 824 公尺，湖的長寬則是 1087 公尺與 657 公尺。湖水的高度大約比干比爾市的主要街道高出 30 公尺，每年大約供應了附近人口 35 億升的飲用水（湖的總水量約 360 億升）。

## 水色變化機制
從每年的十二月到三月間，湖水會呈現生氣勃勃的鈷藍色；到了四月之後，則漸漸轉回冷調的鐵灰色，直到下一個十二月。造成這個現象的原因至今仍然未有定論，較被採信說法是：夏季時攝氏 20 度的表層水溫使得碳酸鈣從水中分離出來，形成極小的碳酸鈣微晶；陽光經過散射後，便形成了湛藍水色。到了冬季，湖水被充分的混和；最近的研究顯示，在這個階段中湖水內丹寧酸與碳酸鈣微粒的混和結果，就是陰鬱水色的成因。此外，太陽光的入射角度也會影響水色的表現。而湖水中浮游生物的季節性活動可能也在水色變化上起著推波助瀾的作用

## 環保議題
在 2008 年八月初，芒特甘比尔市的居民表達了他們對於湖邊步道上日益增加的寵物排泄物的憂心。

## 小藍湖
芒特甘比尔南方十餘公里處，有一個小藍湖；它是這一帶幾個曾有年度水色變化的小湖之一。然而，隨著污染與農業肥料的使用，湖中的養分漸增，這些湖水的顏色變得終年碧綠。不鼓勵在這些湖中游泳，此外，在湖邊也有藍綠藻增生的警告標語豎立著。

## 旅游
一条3.6公里长的环形公路围绕着蓝湖，沿路设有多个观景台，在蓝湖西北方向的旋转观景台能居高临下欣赏蓝湖全景及甘比尔城镇样貌。这条公路连通了许多景点，比如连接蓝湖和羊腿湖（The Leg of Mutton Lake）的水下通道，在这里游客可以坐玻璃电梯直达被抽空了水的白云石井轴，透过水下隧道近距离地观察蓝湖，直观地了解芒特甘比尔的供水和含水土层系统中所蕴含的水文学原理。